# Konstantyn Angelos (XII w.)
Konstantyn Angelos (gr. Κωνσταντίνος Άγγελος, zm. po 1166) – bizantyński arystokrata, protoplasta dynastii Angelosów. 

## Życiorys
Pochodził z arystokratycznej rodziny z Filadelfii. Poślubił Teodorę Komnenę czwartą z pięciu córek cesarza Aleksego I Komnena i Irena Dukainy. Mieli siedmioro dzieci:
- Jan Dukas (ok. 1125/27-ok.1200), jego nieślubnym synem był Michał I Angelos, pierwszy władca Epiru
- Aleksy Angelos Komnen
- Andronik Dukas Angelos (zm. 1185), który miał 9 dzieci - w tym dwóch cesarzy: Izaaka II Angelosa i Aleksego III Angelosa
- Izaak Angelos, gubernator wojskowy Cylicji
- Maria Angelina, żona Konstantyna Kamytzesa
- Eudokia Angelina, żona Bazylego Tsykandelesa
- Zoe Angelina, żona Andronika Synadenosa